# Péter Abay
Péter Abay (Budapest, 13 de mayo de 1962) es un deportista húngaro que compitió en esgrima, especialista en la modalidad de sable.
Participó en los Juegos Olímpicos de Barcelona 1992, obteniendo una medalla de plata en la prueba por equipos (junto con Bence Szabó, Csaba Köves, György Nébald e Imre Bujdosó).
Ganó tres medallas en el Campeonato Mundial de Esgrima, en los años 1991 y 1993, y dos medallas en el Campeonato Europeo de Esgrima de 1991.

## Palmarés internacional
| Juegos Olímpicos   | Juegos Olímpicos   | Juegos Olímpicos | Juegos Olímpicos  |
| Año                | Lugar              | Medalla          | Prueba            |
| ------------------ | ------------------ | ---------------- | ----------------- |
| 1992               | Barcelona (España) | Medalla de plata | Sable por equipos |
| Campeonato Mundial |                    |                  |                   |
| Año                | Lugar              | Medalla          | Prueba            |
| 1991               | Budapest (Hungría) | Medalla de oro   | Sable por equipos |
| 1991               | Budapest (Hungría) | Medalla de plata | Sable individual  |
| 1993               | Essen (Alemania)   | Medalla de oro   | Sable por equipos |
| Campeonato Europeo |                    |                  |                   |
| Año                | Lugar              | Medalla          | Prueba            |
| 1991               | Viena (Austria)    | Medalla de oro   | Sable por equipos |
| 1991               | Viena (Austria)    | Medalla de plata | Sable individual  |